# Katy
Katy is een plaats (city) in de Amerikaanse staat Texas, en valt bestuurlijk gezien onder Fort Bend County en Harris County en Waller County.

## Demografie
Bij de volkstelling in 2000 werd het aantal inwoners vastgesteld op 11.775.
In 2006 is het aantal inwoners door het United States Census Bureau geschat op 13.561, een stijging van 1786 (15,2%).

## Geografie
Volgens het United States Census Bureau beslaat de plaats een oppervlakte van
27,6 km², geheel bestaande uit land. Katy ligt op ongeveer 43 m boven zeeniveau.

## Plaatsen in de nabije omgeving
De onderstaande figuur toont nabijgelegen plaatsen in een straal van 20 km rond Katy.

## Geboren
- Renée Zellweger (1969), actrice